# Анамнез
Ана́мнез (от греч. ἀνάμνησις — «воспоминание») — совокупность сведений, получаемых при медицинском обследовании путём расспроса самого обследуемого и знающих его лиц. Изучение анамнеза (как и расспрос в целом) — не просто перечень вопросов и ответов на них. От стиля беседы врача и больного зависит та психологическая совместимость, которая во многом определяет конечную цель — облегчение состояния пациента.
Данные анамнеза (сведения о развитии болезни, условиях жизни, перенесённых заболеваниях, операциях, травмах, беременностях, хронической патологии, аллергических реакциях, наследственности) медицинский работник выясняет с целью их использования для диагностики, выбора метода лечения и профилактики. Сбор анамнеза является одним из основных методов медицинских исследований. В некоторых случаях, в совокупности с общим осмотром, он позволяет поставить точный диагноз без дальнейших диагностических процедур. Сбор анамнеза — это универсальный метод диагностики, применяемый во всех областях медицины.

## Виды анамнеза
Неполный список видов анамнеза:
Анамнез болезни (новолат. Anamnesis morbi)
Начало заболевания, динамика симптомов с момента начала заболевания до момента обращения, с какими факторами пациент связывает данное заболевание, какие исследования и какое лечение проводилось и каковы результаты.
Анамнез жизни (Anamnesis vitae)
Перенесённые ранее заболевания, существующая хроническая патология со стороны различных органов и систем органов, операции, травмы. Также изучают условия жизни пациента.
Психологический анамнез
Большую роль при постановке клинико-психологического диагноза играют правильно собранные психологические анамнестические сведения о больном.
Акушерский анамнез
Были ли ранее беременности, как протекали, каков их исход.
Гинекологический анамнез
Перенесённые гинекологические заболевания и операции на женских половых органах, менструальный цикл, его особенности, периодичность, болезненность.
Семейный анамнез
Наличие подобных симптомов у кровных родственников, наследственные заболевания.
Аллергологический анамнез
Аллергические реакции, в том числе на лекарственные средства, вакцины, пищевые продукты, растения. Характер проявлений при развитии аллергии.
Анамнез характера питания больного
Сбор сведений о характере съеденной пищи, частоте её употребления и режиме питания на протяжении определённого промежутка времени (обычно 2—5 дней). Подобные сведения позволяют врачу сформировать простые рекомендации, связанные с питанием.
Страховой (экспертный) анамнез
Наличие/отсутствие полиса ОМС (ДМС), срок нетрудоспособности по каким-либо причинам за последние 12 месяцев («сколько времени состоял на больничном листе»).
Эпидемиологический анамнез
Сборы  сведений о контактах больного с инфекционными больными, поездках в регионы эндемичные по какой-либо инфекции. В случае массовых пищевых отравлений опрос больных о том, что они ели. Подобные данные позволяют выявить источник заражения и отравления.